# Fòrum Democràtic Angolès
El Fòrum Democràtic d'Angola (Fórum Democrático Angolano) va ser un partit polític d'Angola. El partit va ser format per dissidents d'UNITA dissidents al Canadà. El president de la FDA va ser Georges Rebelo Chikoti (1955). El FDA es va alinear amb la Tendència Democràtica de Reflexió (TRD), que després no es va constituir com un partit formal. Els líders de TRD eren Pablo Tchipilica, Miguel N'Zau Puna (exsecretari general d'UNITA) i Tony da Costa Fernandes.
L'FDA ha participat en les eleccions generals d'Angola de 1992. Molts membres del TDR formaven part de la seva llista. El partit va obtenir 12.038 vots (0,3%) i un escó a l'Assemblea Nacional d'Angola (Miguel N'Zau Puna). Quan Puna va ser nominat ambaixador d'Angola al Canadà el 1997, el seu escó parlament va ser ocupat per António Dias da Silva. El 2006, Dias da Silva va ser expulsat del parlament. I en 2010 Chicoty fou nomenat secretari d'afers exteriors. No es va presentar a les eleccions legislatives d'Angola de 2008.
L'FDA ha deixat de funcionar, però TRD continua existint.